# Собор Святого Станислава (Скрантон, Пенсильвания)
Собор Святого Станислава — штаб-квартира и одна из первых церквей, построенных Польской национальной католической церковью. Он назван в честь Станислава Щепановского.

## История

### Учреждение
Основание прихода Святого Станислава произошло из-за спора между римско-католическим священником и польскими прихожанами в приходе Сердца Иисуса и Марии в Скрэнтоне по поводу финансов прихода и участия мирян. В течение многих лет польские католики в этом районе были недовольны католической администрацией, которая была основана не польским народом. В 1895 году произошёл инцидент, когда прихожане не позволили священнику произвести мессу, в результате чего священник изгнал всех. А многие польские семьи покинули данный приход и основали собственную церковь. 14 марта 1897 года приходское собрание избрало Фрэнсиса Ходура. Ходур был рукоположён в епископа в 1907 году, Нидерланды. Польская национальная католическая церковь считает его основателем и первым епископом своей конфессии. В 1900 году Ходор нарушил традицию, воспев полуночную мессу в сочельник на польском языке, а не на латыни.

### Наши дни
21 ноября 2010 года Энтони Миковский был назначен первым епископом Польской национальной католической церкви почётным епископом Робертом Немковичем. На мероприятии также присутствовали римско-католический епископ Скрэнтона Джозеф Бамбера и почётный епископ Джеймс Тимлин.

## Функционирование
Сегодня собор является резиденцией центральной епархии Польской национальной католической церкви, которая протекает от Олбани, штат Нью-Йорк, до Вашингтона, округ Колумбия, и обслуживает около 25 000 членов церкви.